# قره‌بلاغ (اغوز)
قره‌بلاغ (به لاتین: Qarabulaq، به ارمنی: خوشکاشن Խոշկաշեն) یک منطقه مسکونی در جمهوری آذربایجان است که در شهرستان اغوز واقع شده است. قره‌بلاغ ۷۳۹ نفر جمعیت دارد.